# Siphona pulla
Siphona pulla là một loài ruồi trong họ Tachinidae.